# Ostrea ventilabrum
Espèce
Synonymes
- Pecten ventilabrum (Goldfuss, 1833)

Ostrea ventilabrum est une espèce éteinte de mollusques bivalves de la famille des Ostreidae datant de l'Éocène.